# Tarja Owens
Tarja Owens (nascida em 25 de maio de 1977) é uma ciclista irlandesa que competiu no ciclismo nos Jogos Olímpicos de Verão de 2000, representando a Irlanda.